# Centro Universitário Farias Brito
O Centro Universitário Farias Brito (FB UNI), anteriormente denominada Faculdade Farias Brito, é uma instituição de ensino superior particular brasileira fundada em 1996 e localizada em Fortaleza, Ceará.
A instituição faz parte da Organização Educacional Farias Brito, da qual também fazem parte o Colégio Farias Brito, o Farias Brito Vestibular, o Farias Brito Júnior e o Farias Brito Baby. A Organização Educacional Farias Brito recebeu o seu nome em homenagem ao filósofo brasileiro Farias Brito.

## Cursos de Graduação
Cursos de Bacharelado
- Administração
- Arquitetura e Urbanismo
- Ciência da Computação
- Ciências Contábeis
- Direito
- Engenharia Ambiental e Sanitária
- Engenharia Civil
- Engenharia Elétrica
- Engenharia de Produção
- Engenharia Mecânica
- Marketing
- Psicologia

Cursos Superiores de Tecnologia
- Construção de Edifícios
- Design de Interiores
- Design de Moda
- Gestão de Recursos Humanos
- Gestão de Tecnologia da Informação
- Gestão Financeira
- Jogos Digitais
- Logística
- Marketing

## Direito
O curso de Direito do Centro Universitário Farias Brito é reconhecido pelo MEC (Portaria no. 3608, do Ministro de Estado da Educação, de 17 de outubro de 2005), com atribuição de Conceito Muito Bom a todas as dimensões avaliadas, tendo obtido parecer favorável da Comissão de Ensino Jurídico do Conselho Federal da Ordem dos Advogados do Brasil e da OAB - seccional Ceará. Foi o terceiro curso de Direito a ser instalado no Estado do Ceará.
Em 13 de janeiro de 2016, o curso recebeu um selo de qualidade da Ordem dos Advogados do Brasil (OAB).
No dia 16 de maio de 2009, a FFB promoveu um evento histórico: reuniu dois dos maiores Doutrinadores de Direito Constitucional do Brasil, o Professor José Afonso da Silva e o Professor Paulo Bonavides, além de contar com a presença do Ministro do Supremo Tribunal Federal Ricardo Lewandowski.

## Pós-graduação
O Centro Universitário Farias Brito oferece vários cursos de pós-graduação lato sensu nas áreas de direito, educação, gestão, saúde, educação física e tecnologia.

## Centro Universitário
No dia 27 de dezembro de 2017, a então Faculdade Farias Brito foi credenciada como Centro Universitário pelo Ministério da Educação (MEC).